# 约瑟夫·博鲁夫卡
约瑟夫·博鲁夫卡（捷克語：Josef Borůvka；1911年12月18日—1979年7月30日），捷克斯洛伐克的政治家，捷克斯洛伐克共产党，支持亚历山大·杜布切克的改革，曾担任农业部长。1968年布拉格之春后，被免去政府职务和党内职务。1970年被扣上“右倾机会主义者”开除党籍。